# リヴァイヴァル聖歌
リヴァイヴァル聖歌（リヴァイヴァルせいか）は中田羽後により1923年1月1日に出版された賛美歌集である。
以前に、父中田重治が坂井勝次郎と協力して「リバイバル唱歌」をつくり、東洋宣教会や日本ホーリネス教会のリバイバル集会で歌われていた。中田羽後は、それを改定して、多くの歌を付け加えて、出版した。中田は数年前より、渡米して準備勉強をしていた。戦後の「聖歌 (日本福音連盟)」の元になる。